# Bernardo (nombre)
Bernardo es un nombre propio masculino de origen germánico.

## Variantes
- Femenino: Bernarda.
- Bernardino

### Variantes en otros idiomas
| Variantes en otras lenguas | Variantes en otras lenguas   |
| -------------------------- | ---------------------------- |
| Español                    | Bernardo                     |
| Albanés                    | Bernardi                     |
| Alemán                     | Bernhard                     |
| Aragonés                   | Bernal                       |
| Bretón                     | Bernez                       |
| Búlgaro                    | Бернард (Bernard)            |
| Catalán                    | Bernat                       |
| Checo                      | Bernard                      |
| Corso                      | Bernardu                     |
| Danés                      | Bernhard                     |
| Esperanto                  | Bernardo                     |
| Euskera                    | Beñat                        |
| Finlandés                  | Bernhard                     |
| Francés                    | Bernard                      |
| Gallego                    | Bernaldo, Bernal, Bernaldino |
| Griego                     | Βερνάρδος (Vernárdos)        |
| Holandés                   | Bernhard, Bernardus          |
| Húngaro                    | Bernárd, Bernát              |
| Inglés                     | Bernard                      |
| Irlandés                   | Bearnárd                     |
| Islandés                   | Bernharð, Bernharður         |
| Italiano                   | Bernardo                     |
| Latín                      | Bernardus                    |
| Letón                      | Bernards                     |
| Lituano                    | Bernardas                    |
| Noruego                    | Bernhard                     |
| Polaco                     | Bernard                      |
| Portugués                  | Bernardo                     |
| Rumano                     | Bernard                      |
| Ruso                       | Бернард (Bernard)            |
| Sardo                      | Bernardu                     |
| Siciliano                  | Birnardu                     |
| Sueco                      | Bernhard                     |

## Santoral
- 15 de junio: San Bernardo de Menthon;
- 20 de agosto: San Bernardo de Claraval.